# Edite Swannesha
Edite Swannesha (em inglês antigo: Ealdgȳð Swann hnesce, Edite, [o] Cisne Gentil; c. 1025 – c. 1086) também conhecida como Edite Swanneschals ou Edite a Justa, foi a primeira esposa ou amante do rei Harold Godwinson. Também é comumente conhecida como Edite Swanneck (ou Pescoço de Cisne), mas isso vem de uma má interpretação histórica que seu apelido representado em inglês antigo Swann hnecca, "pescoço de cisne". É muitas vezes confundida com Edite, filha do Conde Elfgar de Mércia, e rainha consorte de Haroldo.

## Consorte do Rei Haroldo
Edite era uma das magnatas mais ricas da Inglaterra, na véspera da conquista normanda. Seus filhos incluíam Gunhilda, que se tornou a amante de Alano, o Vermelho, e Gytha Thorkelsdóttir, que foi levado por sua avó para a Dinamarca em 1068. Gita foi tratada como "princesa" e se casou com o grão-duque de Kiev, Vladimir II Monômaco 
Embora o rei Haroldo II tenha dito que se casou legalmente com Edite de Mércia, a viúva do governante galês Gruffydd ap Llywelyn quem ele havia derrotado em batalha, o casamento na primavera de 1066 é visto pela maioria dos estudiosos modernos como uma conveniência política. Mércia e o País de Gales foram aliados contra a Inglaterra, e o casamento deu a reivindicação inglesa em duas regiões muito problemáticas, e também deu a Haroldo Godwinesson um casamento considerado "legítimo" pelo clero, ao contrário de seu antigo concubinato com Edite.
Edite foi lembrada na história e folclore principalmente por ser ela quem identificou o corpo de Haroldo após a batalha de Hastings. O corpo foi horrivelmente mutilado após a batalha pelo exército normando de Guilherme, o Conquistador, e, apesar dos apelos pela mãe do rei inglês, Gytha Thorkelsdóttir, ao duque de Normandia para que ele entregasse o corpo de seu filho para o enterro, o exército Normando recusou, embora a mãe de Haroldo tenha oferecido o peso de seu filho em ouro. Foi então que Edite atravessou a carnificina da batalha para que pudesse identificar o corpo de seu marido por marcas no peito conhecidas apenas por ela. Foi por causa de sua identificação do corpo de Haroldo que o rei teve um enterro cristão pelos monges na Abadia de Waltham. Esta lenda é contada no poema "O Campo de Batalha de Hastings" (1855) de Heinrich Heine, que apresenta Edite, a Justa (como Edite, Pescoço de Cisne) como o personagem principal e afirma que as 'marcas conhecidas apenas por ela' eram mordidas de amor.

## Ficção histórica
A relação entre Haroldo Godwinson e Edite Swanneschals é objeto de vários romances, incluindo:
- Helen Hollick - Harold the King (2011)
- G. A. Henty - Wulf the Saxon (1894)
- Julian Rathbone - The Last English King (1997)
- Edward Bulwer-Lytton- Harold, the Last of the Saxons (1848)
- G K Holloway - 1066: What Fates Impose (2013)
- Carol McGrath - The Handfasted Wife (2013)

Ealdgyth foi retratada por Janet Suzman no programa de televisão de duas partes Conquest (1966) da BBC, parte da série Theatre 625.
O poeta alemão Heinrich Heine escreveu Schlachtfeld bei Hastings (publicado em 1851, em Romanzero). Neste poema, Edite e dois monges (Asgod e Ailrik) procuram o corpo do rei Haroldo no campo de batalha.